# Rahim Zafer
Rahim Zafer (ur. 21 stycznia 1971 w Adapazarı) – turecki piłkarz grający na pozycji obrońcy.

## Kariera klubowa
Rahim wychował się w klubie Sakaryaspor. W 1989 roku trafił do składu pierwszej drużyny i wtedy też zadebiutował w jego barwach w pierwszej lidze tureckiej. Już w 1990 roku odszedł z zespołu i zasilił kadrę stołecznego Gençlerbirliği SK. Tam stał się podstawowym obrońcą i przez 6 lat występował w barwach tego klubu. Następnie odszedł do Beşiktaşu JK, jednej z czołowych drużyn ligi. Już w 1997 roku sięgnął z Beşiktaşem po wicemistrzostwo ligi, a w 1998 roku zdobył Puchar Turcji. Z kolei w 1999 i 2000 roku ponownie zostawał wicemistrzem kraju z klubem ze Stambułu. W 2001 roku Rahim zmienił barwy klubowe i został piłkarzem Diyarbakırsporu, w którym spędził jeden sezon. Na początku 2002 wrócił do Sakaryasporu, ale grał tam tylko przez pół roku. Następnie wyjechał do Korei Południowej by występować w tamtejszym Daegu FC. Po dwóch sezonach gry w K-League Zafer wrócił do ojczyzny i w 2005 roku reprezentował barwy Adanasporu, a następnie Kırıkkalesporu. W barwach tego ostatniego zakończył piłkarską karierę.

## Kariera reprezentacyjna
W reprezentacji Turcji Rahim zadebiutował 9 kwietnia 1996 roku w wygranym 1:0 towarzyskim meczu z Azerbejdżanem i w debiucie zdobył gola. W tym samym roku został powołany przez selekcjonera Fatiha Terima do kadry na Euro 96. Tam zagrał we wszystkich trzech meczach: przegranych po 0:1 z Portugalią i Chorwacją. Łącznie w kadrze narodowej wystąpił 5 razy i strzelił jednego gola.